# Quadro de medalhas da Universíada de Verão de 2013
O Quadro de medalhas é uma lista que classifica as Federações Nacionais de Esportes Universitários (NUSF) de acordo com o número de medalhas conquistadas na Universíada de Verão de 2013 em Cazã, na Rússia. Serão disputadas 351 em 23 modalidades olímpicas e em 4 não olímpicas. O país em destaque é o anfitrião.
A primeira medalha de ouro foi conquistada pela atleta australiana Samantha Mills no evento da Trampolim de 1 metro feminino dos saltos ornamentais com a pontuação de 281,40 pontos,as medalhas de prata e bronze foram para as chinesas Jia Dongjin  e Wang Litin
A primeira medalha de ouro da país anfitrião foi conquistada pelo saltador Evgeny Kuznetsov no evento no evento da Plataforma de 3 metros masculino dos saltos ornamentais ao vencer os chineses Lin Jin  e Tian Qin.

## O quadro
O quadro de medalhas está classificado de acordo com o número de medalhas de ouro, estando as medalhas de prata e bronze como critérios de desempate.
O país em destaque é o anfitrião.
| Ordem | País                         | Medalha de ouro | Medalha de prata | Medalha de bronze |       |
| ----- | ---------------------------- | --------------- | ---------------- | ----------------- | ----- |
| 1     | RUS Rússia                   | 156             | 75               | 62                | 292   |
| 2     | CHN China                    | 26              | 29               | 22                | 77    |
| 3     | JPN Japão                    | 24              | 28               | 30                | 80    |
| 4     | KOR Coreia do Sul            | 17              | 12               | 12                | 41    |
| 5     | BLR Bielorrússia             | 13              | 13               | 14                | 40    |
| 6     | UKR Ucrânia                  | 12              | 29               | 36                | 77    |
| 7     | USA Estados Unidos           | 11              | 14               | 15                | 30    |
| 8     | RSA África do Sul            | 7               | 3                | 4                 | 14    |
| 9     | ITA Itália                   | 6               | 17               | 21                | 42    |
| 10    | AUS Austrália                | 6               | 4                | 6                 | 16    |
| 11    | LTU Lituânia                 | 6               | 1                | 3                 | 10    |
| 12    | POL Polônia                  | 5               | 9                | 16                | 30    |
| 13    | FRA França                   | 5               | 9                | 12                | 26    |
| 14    | GER Alemanha                 | 4               | 6                | 9                 | 19    |
| 15    | AZE Azerbaijão               | 4               | 4                | 7                 | 15    |
| 16    | TPE Taipé Chinês             | 4               | 3                | 6                 | 13    |
| 17    | BRA Brasil                   | 4               | 3                | 4                 | 11    |
| 18    | HUN Hungria                  | 4               | 2                | 9                 | 15    |
| 19    | KAZ Cazaquistão              | 3               | 11               | 14                | 28    |
| 20    | MGL Mongólia                 | 3               | 6                | 16                | 25    |
| 21    | CZE Chéquia                  | 3               | 6                | 7                 | 16    |
| 22    | UZB Uzbequistão              | 2               | 7                | 10                | 19    |
| 23    | THA Tailândia                | 2               | 7                | 6                 | 15    |
| 24    | CAN Canadá                   | 2               | 5                | 8                 | 15    |
| 25    | TKM Turcomenistão            | 2               | 3                | 9                 | 14    |
| 26    | KGZ Quirguistão              | 2               | 2                | 8                 | 12    |
| 27    | PRK Coreia do Norte          | 2               | 2                | 2                 | 6     |
| 28    | ISR Israel                   | 2               | 1                | 1                 | 4     |
| 29    | TUR Turquia                  | 2               |                  | 5                 | 7     |
| 30    | ROU Romênia                  | 2               |                  | 4                 | 6     |
| 31    | POR Portugal                 | 2               |                  | 2                 | 4     |
| 32    | ARM Armênia                  | 1               | 5                | 4                 | 10    |
| 33    | IRI Irã                      | 1               | 5                | 3                 | 9     |
| 34    | MEX México                   | 1               | 4                | 6                 | 11    |
| 35    | SVK Eslováquia               | 1               | 3                | 1                 | 5     |
| 36    | CUB Cuba                     | 1               | 2                | 2                 | 5     |
| 37    | GBR Grã-Bretanha             | 1               | 1                | 4                 | 6     |
| 38    | AUT Áustria                  | 1               |                  | 3                 | 4     |
| 39    | BEL Bélgica                  | 1               |                  | 1                 | 2     |
| 40    | BOT Botsuana                 | 1               |                  |                   | 1     |
|       | ISV Ilhas Virgens Americanas | 1               |                  |                   | 1     |
|       | PHI Filipinas                | 1               |                  |                   | 1     |
| 43    | MDA Moldávia                 |                 | 2                | 11                | 13    |
| 44    | TJK Tajiquistão              |                 | 2                | 3                 | 5     |
| 45    | SRB Sérvia                   |                 | 1                | 8                 | 9     |
| 46    | BUL Bulgária                 |                 | 1                | 3                 | 4     |
|       | JAM Jamaica                  |                 | 1                | 3                 | 4     |
| 48    | LAT Letônia                  |                 | 1                | 2                 | 3     |
|       | GEO Geórgia                  |                 | 1                | 2                 | 3     |
| 50    | ARG Argentina                |                 | 1                | 1                 | 1     |
|       | ESP Espanha                  |                 | 1                | 1                 | 1     |
| 52    | FIN Finlândia                |                 | 1                |                   | 1     |
|       | INA Indonésia                |                 | 1                |                   | 1     |
|       | IND Índia                    |                 | 1                |                   | 1     |
|       | IRL Irlanda                  |                 | 1                |                   | 1     |
|       | MAD Madagascar               |                 | 1                |                   | 1     |
|       | SEN Senegal                  |                 | 1                |                   | 1     |
|       | KEN Quênia                   |                 | 1                |                   | 1     |
| 59    | MAS Malásia                  |                 |                  | 3                 | 3     |
| 60    | NED Países Baixos            |                 |                  | 2                 | 2     |
|       | SUI Suíça                    |                 |                  | 2                 | 2     |
| 62    | ALB Albânia                  |                 |                  | 1                 | 1     |
|       | CIV Costa do Marfim          |                 |                  | 1                 | 1     |
|       | CHI Chile                    |                 |                  | 1                 | 1     |
|       | CRO Croácia                  |                 |                  | 1                 | 1     |
|       | SLO Eslovênia                |                 |                  | 1                 | 1     |
|       | EST Estônia                  |                 |                  | 1                 | 1     |
|       | GRE Grécia                   |                 |                  | 1                 | 1     |
|       | NZL Nova Zelândia            |                 |                  | 1                 | 1     |
|       | VEN Venezuela                |                 |                  | 1                 | 1     |
| TOTAL | TOTAL                        | 353             | 351              | 461               | 1 165 |